# Karl Brandler-Pracht
Karl Brandler-Pracht (eigentl. Karl Pracht, Pseudonym Johannes Balzli; * 11. Februar 1864 in Wien; † 10. September 1939 in Berlin) war ein österreichischer Schauspieler, Autor und Astrologe.

## Leben und Wirken
Karl Brandler-Pracht wuchs in Wien auf. Nachdem er Schauspielunterricht genommen hatte, trat er in Deutschland und den USA auf. Sein letztes Engagement hatte er in Basel. Schon in den letzten Jahren seiner Zeit als Schauspieler kam er mit der Astrologie in Berührung. In Basel soll er in einem spiritistischen Zirkel verkehrt haben, in dem ihm ein Medium offenbart habe, seine Lebensaufgabe würde in der Wiederbelebung und Erneuerung der Astrologie bestehen.
Brandler-Pracht gründete in verschiedenen Städten astrologische Forschungsgruppen und Vereine, so 1908 die Österreichische Astrologische Gesellschaft und die Astrologische Gesellschaft in Wien (1925 umbenannt in Erste astrologische Gesellschaft), 1913 in Berlin, 1914 in St. Gallen, Zürich, München, Leipzig und Hamburg. 1920 war er Mitbegründer der Astrologischen Gesellschaft e. V. in Berlin. Zudem gründete er mehrere Zeitschriften: 1907 das Zentralblatt für Okkultismus, 1909 Prana, 1910 die Astrologische Rundschau und die Hohe Warte, 1914 Psyche und die Astrologischen Blätter und initiierte 1910 die Buchreihe Astrologische Bibliothek. Während des Ersten Weltkrieges lebte Brandler-Pracht in der Schweiz. 1918 kehrte er nach Berlin zurück. Später lebte er in München, Frankfurt am Main, Wien und Salzburg.

## Schriften
- Mathematisch-instruktives Lehrbuch der Astrologie. Sterndeutung zur Geburtszeit, 1905.
- Lehrbuch der Entwicklung der okkulten Kräfte im Menschen, 1907.
- Astrologische Aphorismen, 1910.
- Astrologie usw. Die Tatwas und ihre Bedeutung für das praktische Leben, 1911.
- Der Famulus. Ein romantisches Trauerspiel in 5 Akten (6 Aufzügen), Berlin-Pankow 1919.
- Der Neue Mensch und Die Grundlagen seiner Weltanschauung, Berlin 1920.
- Die Sintflut kommt wieder! Ein Nachweis der Wiederkehr der grossen Weltkatastrophe auf Grund astronomisch-geologischer Feststellungen, Berlin 1920.
- Astrologische Kollektion zum Selbststudium, Der praktische Astrologe, Band 6: Gestirneinflüsse u. menschliches Geschick, Linser-Verlag, Berlin 1922.